# Opleidingsschool der Algemene Politie

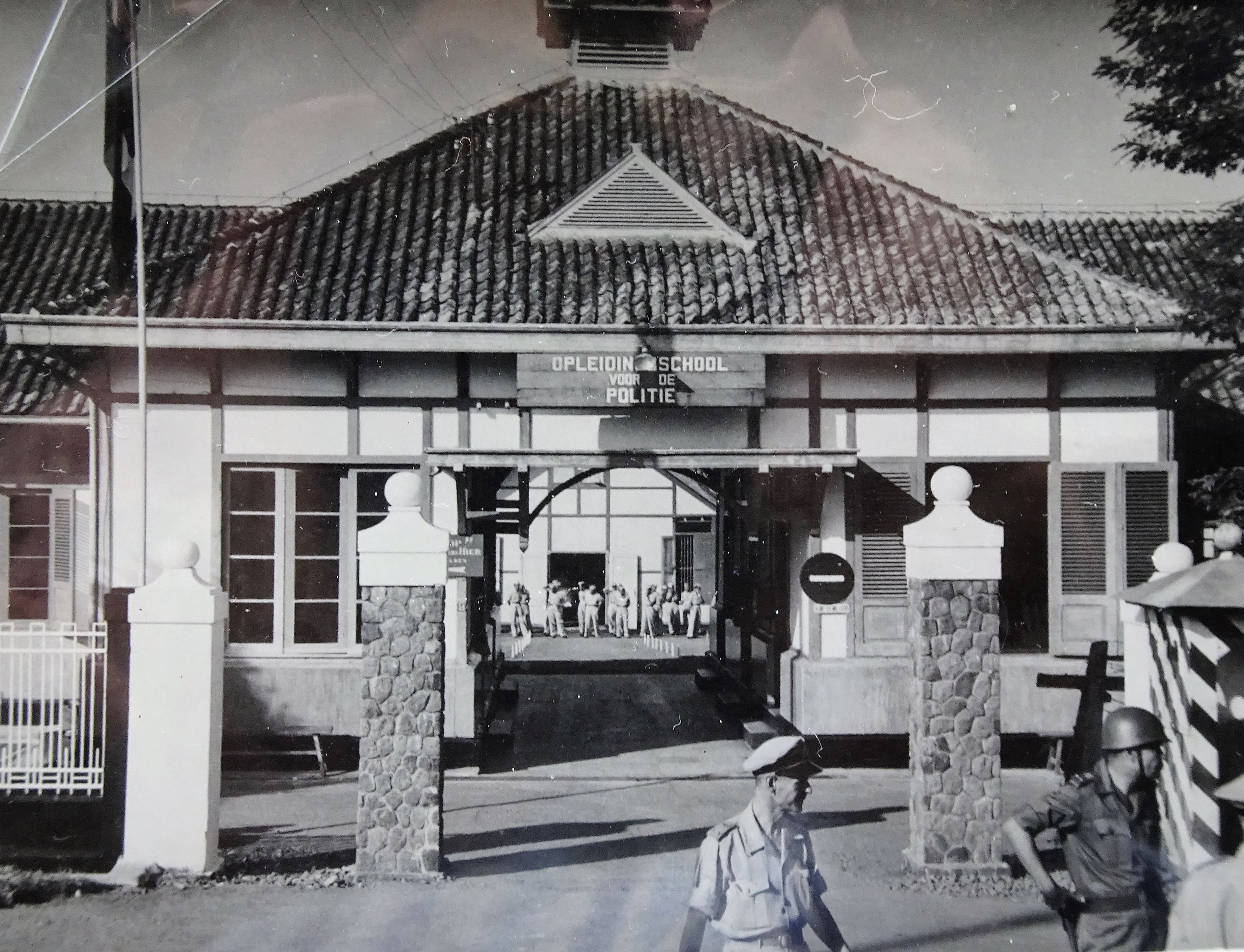
Ingang van de opleidingsschool voor de politie te Soekaboemi (Nederlands-Indië); periode 1947-1950

De Opleidingsschool der Algemene Politie, ook bekend als de Politieschool in Soekaboemi was een opleidingsinstituut voor de politie van Nederlands-Indië om adspiranten en politiepersoneel op te leiden in algemene en gespecialiseerde vakken. Ook studeerden leerlingen af om geplaatst te worden in de rang van commissaris 2e klasse. Het complex was gevestigd aan de dr. De Vogelweg 41 (nu: Jl. Bhayangkara) in Soekaboemi. De school werd opgericht in 1914.
De school bevatte leslokalen, praktijkruimten, een laboratorium, kantoorruimten, sport- en trainingsruimten, een schietbaan, een ontspanningsruimte (De Tent) en een keuken. 
Het personeel was een afspiegeling van de samenleving: de leiding bestond uit totoks (witte Nederlanders), de instructeurs uit totoks en Indo's (getinte Indische Nederlanders). De leerlingen waren afkomstig uit zowel de inheemse als uit de Nederlands-Indische bevolking. 

## Bombardement
Op vrijdag 6 maart 1942 tegen 07.15 ’s morgens, kwam het complex bij het bombardement op Soekaboemi evenals andere doelen zwaar onder vuur te liggen door bommen en mitrailleurvuur vanuit zeven Japanse vliegtuigen. Hierbij kwam een agent bij zijn huis door een bomscherf om het leven. De school werd per onmiddellijk opgeheven. Het aanwezig personeel schaarde zich bij de stadspolitie, die zich inzette bij het vervoer van de gewonden in de omgeving en in de stad.

## Japanse bezetting
De school was tijdens de Japanse bezetting van Nederlands-Indië in de periode van maart 1942 tot mei 1942 een interneringskamp en van juni 1942 tot december 1942 een burgerkamp. De Politieschool lag pal naast het Garnizoens-Hospitaal. Het kamp was ondergebracht in de hospitaal- en schoolgebouwen en was omheind met prikkeldraad.
Soekaboemi was centraal gelegen in het zuidelijke deel van de residentie Buitenzorg. Soekaboemi werd in eerste instantie gebruikt als tussentijdse, tijdelijke verzamel- en interneringslocatie van krijgsgevangenen. Het betrof hier met name militairen die in Soekaboemi en de westelijke Preanger omstreeks 5 maart 1942 waren vastgelopen tijdens de laatste en chaotisch verlopen terugtocht vanuit Buitenzorg. De krijgsgevangenen werden ondergebracht in verschillende locaties om vervolgens naar de verschillende kampen in Tjimahi te worden verplaatst.
In de politieschool zaten voornamelijk Britse, Australische, Molukse en Menadonese krijgsgevangen. In april 1942 werden zij overgebracht naar de Hogere Landbouwschool in Soekaboemi.

## Periode na de Japanse bezetting
Na de Tweede Wereldoorlog moest het politieapparaat van de grond af aan worden opgebouwd. De criminaliteit lag hoog, er vond veel roof en moord plaats, waarvan veel totoks en Indo’s het slachtoffer werden. Begonnen werd daarom met het oprichten van de afdeling Dactyloscopie van de Technische Opsporingsdienst (TOD) door een groep vanuit Nederland uitgezonden politiemannen, die daarvoor in 1946 speciaal was aangetrokken. De benodigde apparatuur was niet aanwezig, maar kon via onderhandelen met plaatselijke bedrijven en diverse duistere figuren worden verkregen. De school bezat een laboratorium voor forensisch onderzoek en praktijkruimte hiervoor voor leerlingen. 
Na de soevereiniteitsoverdracht moest de Indonesische staatspolitie worden opgericht. De naam van de school werd hiertoe gewijzigd in Sekolah Polisi Indonesia. Om tot een degelijke politiemacht te komen werden op verzoek van Indonesië adspiranten opgeleid door het Nederlandse en Nederlands-Indische politiepersoneel van de politieschool, dat door de instructeurs niet altijd als prettig werd ervaren. Zij werden nog steeds als de ‘koloniale onderdrukkers’ gezien, maar konden niet optreden tegen stiekeme opmerkingen dien aangaande.
In 1950 was de Indonesische politiemacht zover, dat deze op eigen kracht verder kon opgroeien. De Nederlanders en Nederlands-Indische politiemannen konden op eigen verzoek uit hun functie worden ontheven om vanwege de politieke omstandigheden naar Nederland te kunnen vertrekken. Het hoofd van de TOD werd door de staatspolitie verzocht nog een aantal jaren voor begeleiding te blijven en heeft aan dit verzoek kunnen voldoen. Toen hij echter werd belast met de zaak van de Indonesische minister van justitie Djody, trok hij zich terug en vertrok ook hij naar Nederland.